# 谷口ゆうな
谷口 ゆうな（たにぐち ゆうな、本名・谷口祐奈、1984年8月17日 - ）は、日本のミュージカル女優。オフィス・ミヤモト所属。

## 人物・来歴
福岡県福岡市出身。大阪芸術大学芸術学部舞台芸術学科ミュージカルコース卒業。福田えり、可知寛子は大学の同級生。
2007年、ディズニーチャンネルプレゼンツ、翻訳舞台版『ハイスクールミュージカル』のマーサ・コックス役でデビュー。
レ・ミゼラブルにて新演出版の2013年より、マダム・テナルディエ役に史上最年少で抜擢された。

## 出演

### ミュージカル
- ハイスクールミュージカル（2007年、青山劇場 / NHK大阪ホール） - マーサ・コックス役
- 氷山ルリの大航海（2006年  - 2007年、青山劇場ほか） - オサガメ役
- ジェーン・エア（2009年・2012年、日生劇場 / 博多座） - ベッシー役
- サイド・ショウ（2010年 - 2011年、東京芸術劇場 中ホール / シアター1010） - ドリー役
- 絆〜少年よ、大紙を抱け〜（2010年 - 2011年、新国立劇場中劇場） - 浜まどか役

- レ・ミゼラブル - マダム 役（2011年）、マダム・テナルディエ 役（2013年 - 2017年、2021年）
- 2011年
- 2013年（帝国劇場 / 博多座 / フェスティバルホール / 中日劇場）[2]
- 2015年（梅田芸術劇場 メインホール / オーバード・ホール / マリナート 他）[3]
- 2017年（帝国劇場 他）[4]
- 2021年（まつもと市民芸術館 他）[5]
- 2024年 - 2025年（帝国劇場 他）[6]
- 交響劇 船に乗れ!（2013年、東急シアターオーブ） - 鮎川千佳役
- ザ・ビューティフル・ゲーム（2014年、新国立劇場小劇場） - プロテスタント少女 役
- bare -ベア-（2014年、ザ・ポケット  / 2016年、シアターサンモール[7] / 2020年、草月ホール[8]） - ナディア役
- プリシラ（日生劇場） - シャーリー 役
  - 2016年[9]
  - 2019年[10]
- グーテンバーグ・ザ・ミュージカル（2018年、新宿村LIVE  /  2019年、新宿角座、上野ストアハウス） - プロデューサー役（ゲスト）
- 深夜食堂（2018年、シアターサンモール） - お茶漬けシスターズ 鮭 役[11]
- ファクトリーガールズ
  - 2019年（TBS赤坂ACTシアター、梅田芸術劇場 大ホール）[12]
  - 2023年（東京国際フォーラム ホールC  他） - グレイディーズ 役[13]
- VIOLET - ルーラ・バフィントン役
  - 2020年（東京芸術劇場 プレイハウス）[14]
  - 2024年（東京芸術劇場 プレイハウス / 梅田芸術劇場 シアター・ドラマシティ）[15]
- グッド・イブニング・スクール（2020年、本多劇場） - 福巻久美 役 [16]
- 天使にラブ・ソングを～シスター・アクト～（2022年、東急シアターオーブ 他） - シスター・メアリー・パトリック 役[17]

### コンサート・ライブ
- Broadway Gala Concert 2007（2007年、青山劇場）オーディションメンバー
- Yoka Wao Christmas Dinner SHOW 2009（2009年、帝国ホテル・ザ・リッツ・カールトン大阪）
- サイドショウミュージカルライブ（2010年、シアタークリエ）
- サイドショウミュージカルライブ2011（2011年、恵比寿ガーデンホール）
- 華麗なるミュージカル音楽の世界ガラコンサート2012（2012年、東京国際フォーラム）
- CHAIR（2012年、恵比寿アートカフェフレンズ）[18]
  - CHAIR 02（2018年、赤坂グラフィティ）[19]
- ミュージカルライブ歌会-KAKAI-2015（2015年、三越劇場）
- Broadway Musical Live2016 concept version vol.1 トニー賞VSアカデミー賞（2016年、EXシアター六本木）
- 原田優一バースデーコンサート brilliant journey（2019年、マウントレーニアホール） - ゲスト出演[20]
- Broadway Musical Live2020（2020年、オーチャードホール）ゲストコーナーMC